# Шэрдэг
Шэрдэг — войлочный матрац, изготовленный из чистой овечьей шерсти. Является традиционным предметом быта бурятов, монголов и других народов. Используется для сидения; обычно из трёх войлоков средний помещается перед божницей, а остальные два — по её бокам. Для почётных гостей используется обшитая материей подушка — олбок.

## В фольклоре
- Бурятская пословица «Ульгэршэ хун урмэ тараг дээрэ, он- тохошо хун олбог шэрдэг дээрэ»: «Да будут улигершину постоянно пенки да сливки, а сказочнику — место на почетном войлоке»[1]